# Selafi Purcell
Lautafi Fio Selafi Joseph Purcell est un homme politique samoan.

## Biographie
Diplômé de l'université Victoria de Wellington, il travaille comme directeur de prison en Nouvelle-Zélande puis comme conseiller au département de l'administration pénitentiaire du gouvernement de ce pays. Consultant en matière de réforme pénitentiaire aux Samoa, il entre en politique au sein du Parti pour la protection des droits de l'homme et est élu en juillet 2011 député au Fono (parlement national) à l'occasion d'une élection partielle,.
En avril 2014, il se voit confier le ministère des Entreprises publiques, nouvellement créé dans le gouvernement de Tuilaepa Sailele Malielegaoi. Réélu député sans opposant dans sa circonscription aux élections de 2016, il conserve son ministère et est également nommé ministre du Travail, du Commerce et des Industries, du Tourisme et des Terres. Il cède le portefeuille ministériel du tourisme à Sala Fata Pinati en juin 2016,,,. Il est réélu député aux élections de 2021.